# 1794 en droit
Cet article présente les faits marquants de l'année 1794 en droit.

## Événements

### Février
- 4 février : décret de la Convention abolissant l’esclavage[1]. La Martinique occupée ne peut en bénéficier, à la différence de la Guadeloupe.
- 18 février : aux États-Unis, arrêt Chisholm c. Géorgie qui mènera à l'adoption du XIe amendement.

### Mars
- 24 mars : Tadeusz Kościuszko promulgue à Cracovie une nouvelle constitution et désigne un gouvernement insurrectionnel, appelé Conseil national suprême ; des cours martiales sont instituées pour poursuivre les traîtres, des commissions locales formées pour moitié de nobles et pour moitié de bourgeois doivent administrer le pays. Une armée est formée par recrutement obligatoire d’un fantassin par ferme et d’un cavalier pour cinquante, soit 100 000 fantassins et 10 000 cavaliers. Kosciuszko obtient l’appui des paysans (il adoucit le régime du servage) mais ne réunira pas plus 70 000 hommes.
- 27 mars : Naval Act of 1794 du Congrès des États-Unis créant l'United States Navy[2].

### Mai
- 7 mai, Pologne : le gouvernement insurrectionnel de Kosciuszko prend des mesures importantes concernant les paysans : abolition du servage personnel, liberté de déplacement, garantie de la possession de la terre, diminution des corvées[3]. Elles seront aussitôt abrogées par les puissances partageantes.
- 23 mai : suspension de l’habeas corpus pour lutter contre les radicaux en Grande-Bretagne[4].

### Juin
- Frédéric-Guillaume II décrète l'application de l’Allgemeines Landrecht sur tous les territoires prussiens, hormis les villes.

### Juillet
- 28 juillet : exécution de Maximilien de Robespierre.

### Août
- 28 août : l’évêque de Pistoia, Scipione de' Ricci, est condamné par le pape pour sa doctrine par la bulle Auctorem Fidei[5].

### Octobre
- révolte du Whisky : les fermiers de l’ouest de la Pennsylvanie, producteurs de grains, prennent les armes et s’insurgent contre la collecte de l’impôt sur le whisky. Le secrétaire au Trésor Hamilton conduit lui-même les troupes qui répriment la rébellion[6].

## Décès
- 8 janvier : Justus Möser, juriste, historien et théoricien social allemand, procureur général de la cour criminelle d’Osnabrück et conseiller privé de justice du prince-évêque d’Osnabrück (° 14 décembre 1720.)
- 7 juillet : Aimar-Charles-Marie de Nicolaï, magistrat français, premier président de la Chambre des comptes (° 14 août 1747).
- Date précise inconnue :
  - Jean-Louis Brunet, juriste français, avocat et spécialiste de droit canon (° 1688.)